# Iglesia de Santa María (Espluga de Serra)
Santa María de Espluga de Serra, o la Purificación, es la iglesia parroquial románica del pueblo de Espluga de Serra, en el término actual de Tremp, dentro del antiguo término de Espluga de Serra.
La parroquia de Santa María de Espluga de Serra tenía antiguamente como sufragánea, o tenencia, la iglesia de la Virgen de la Esperanza de Castellet. También en algunas épocas fue sufragánea suya la de San José de La Torre de Tamúrcia.
Es un edificio muy transformado, de manera que es difícil de ver los elementos de origen románico.
La iglesia fue dada en 947 al monasterio de Santa María de Lavaix, de manera que se libró del dominio general del monasterio de Santa María de Alaón sobre este territorio.